# مورغة (تشيلو)
مورغة (بالفارسية: مورگه) هي منطقة سكنية تقع في إيران في قسم تشيلو الريفي. يقدر عدد سكانها بـ 0 نسمة بحسب إحصاء 2016.